# Lindsey Vonnová
Lindsey Caroline Vonnová (rozená Kildow, * 18. října 1984 Saint Paul, Minnesota) je  americká alpská lyžařka specializující se na sjezd a Super–G. Na vancouverských Zimních olympijských hrách 2010 se stala olympijskou vítězkou ve sjezdu. Na Mistrovství světa 2009 ve Val d'Isere si dojela pro dva tituly. Po prvním ukončení kariéry v roce 2019 se do Světového poháru vrátila v prosinci 2024 ve Svatém Mořici,  kde obsadila 14. místo v Super-G.
Ve čtyřech sezónách 2008, 2009, 2010 a 2012 opanovala celkovou klasifikaci Světového poháru a získala velké křišťálové glóby. K nim přidala šestnáct sezónních prvenství z dílčích disciplín v podobě malých křišťálových glóbu. Úhrnným počtem dvaceti glóbu tak o jedno vítězství překonala Stenmarkův absolutní rekord z let 1975–1984. Ve Světovém poháru vyhrála 82 závodů, čímž se v době vytvoření ženského rekordu zařadila na druhé místo historie za Ingemara Stenmarka, který ovládl o čtyři závody více. Jako pátá žena historie triumfovala ve všech pěti disciplínách. V lednu 2023 její rekord překonala krajanka Mikaela Shiffrinová 83. vítězným závodem ve Světovém poháru.
Olympijský výbor Spojených států amerických ji ocenil jako nejlepší americkou sportovkyni v letech 2009 a 2010. Cenu Laureus, označovanou za sportovního Oscara, pro nejlepší sportovkyni roku 2010 převzala 7. února 2011.
Konec závodní kariéry po Mistrovství světa 2019 v Åre ohlásila 1. února 2019, když zmínila dlouhodobá zranění.

## Sportovní kariéra
Stala se první Američankou, která vyhrála olympijské hry ve sjezdu a také první, která zvítězila v celkové klasifikaci Světového poháru, a to v letech 2008, 2009, 2010 a 2012. Se čtyřmi velkými křišťálovými glóby je historicky na druhém místě za šesti trofejemi Annemarie Moserové-Pröllové. Dále také vyhrála dílčí části Světového poháru ve sjezdu, Super G a kombinaci a získala tak již patnáct malých křišťálových glóbů. Na Světovém šampionátu 2009 se stala dvojnásobnou mistryní světa ve sjezdu a Super-G.

### Světový pohár: Druhá žena v počtu vyhraných závodů
Ve Světovém poháru vyhrála 82 závodů. Rekordní zápis Moserové-Pröllové v počtu vítězných sjezdů překonala 23. ledna 2016, když ovládla třicátý osmý z nich.
Poté, co zvítězila v úvodním závodu sezóny 2011/2012 – obřím slalomu, stala se pátou lyžařkou historie, které se podařilo vyhrát všech pět disciplín Světového poháru – sjezd, Super G, obří slalom, slalom a superkombinaci.
V sezóně 2011 obhájila tři malé křišťálové glóby. Celkové vítězství ji však uniklo o tři body, když do posledního obřího slalomu v Lenzerheide, který byl ovšem zrušen pro teplotní podmínky, nasbírala 1 725 bodů a vítězná Maria Rieschová pak 1 728 bodů.
V podzimní části sezóny 2013 vynechala několik závodů kvůli problémům se zažíváním. Na mistrovství světa ve Schladmingu si 5. února 2013 po krkolomném pádu způsobila vážné zranění pravého kolena při úvodním závodu šampionátu Super-G, když se jí po skoku v polovině trati podlomilo koleno. Následkem pádu došlo k přetržení křížového i postranního vazu a zlomení hlavice holenní kosti. Sezóna tak pro ni předčasně skončila. Přesto v ní získala malý glóbus pro celkovou vítězku sjezdu, když byl 13. března 2013 zrušen poslední sjezd v Lenzerheide, čímž udržela náskok jediného bodu před Slovinkou Mazeovou.
Po sedmi měsíční pauze strávené rehabilitací se rozhodla vrátit do závodního procesu. Měla jediný cíl stihnout OH v Soči. Při závodech ve francouzském Val d'isere se jí při nájezdu na kompresi podlomilo koleno, obnovila si zranění a její comeback tak skončil. Musela podstoupit druhou operaci téhož kolene a rozloučit se z olympijskou účastí. K závodění se vrátila 5. prosince 2014 sjezdem v kanadském Lake Louise. V prvním závodě dojela na 8. místě. Následující den v dalším sjezdovém závodě vyhrála. Poté dojela druhá v Super G. Držitelkou rekordu v počtu vítězství ve Světovém poháru byla s 62 vítězstvími Annemarie Moserová-Pröllová. Vonnové scházely k vyrovnání rekordního počtu pouze dvě prvenství. 
První z nich dosáhla 20. prosince 2014 ve Val d'isere. V italské Cortině pak 18. ledna 2015 vyrovnala rekord. Následující den vyhrála Super G a překonala Rakušanku Moserovou-Pröllovou, držící rekord od 70. let 20. století. Stala se nejúspěšnější ženou v historii Světového poháru a pouze Ingemar Stenmark dosáhl na vyšší počet 86 výher. Její rekord překonala Mikaela Shiffrinová během ledna 2023, když vítězný obří slalom v Kronplatzu znamenal 83. výhru ve Světovém poháru.

## Osobní život
Narodila se v minnesotském hlavním městě Saint Paul a vyrostla v nedaleké obci Burnsville, která je součástí této aglomerace. Poprvé se na lyže postavila ve dvou letech, poté se stala členkou proslulé školy Ericha Sailera v Buck Hill, ze které vzešla také slalomářka Kristina Koznicková. Její otec Alan Kildow byl juniorským mistrem Spojených států v alpském lyžování. Navštěvovala Missourskou univerzitu. Jejími přezdívkami jsou „Kildon”, „Don Don” a „The Don“. Plynně hovoří německy. Opakovaně byla hostem ve sportovních pořadech rakouské televize ORF.

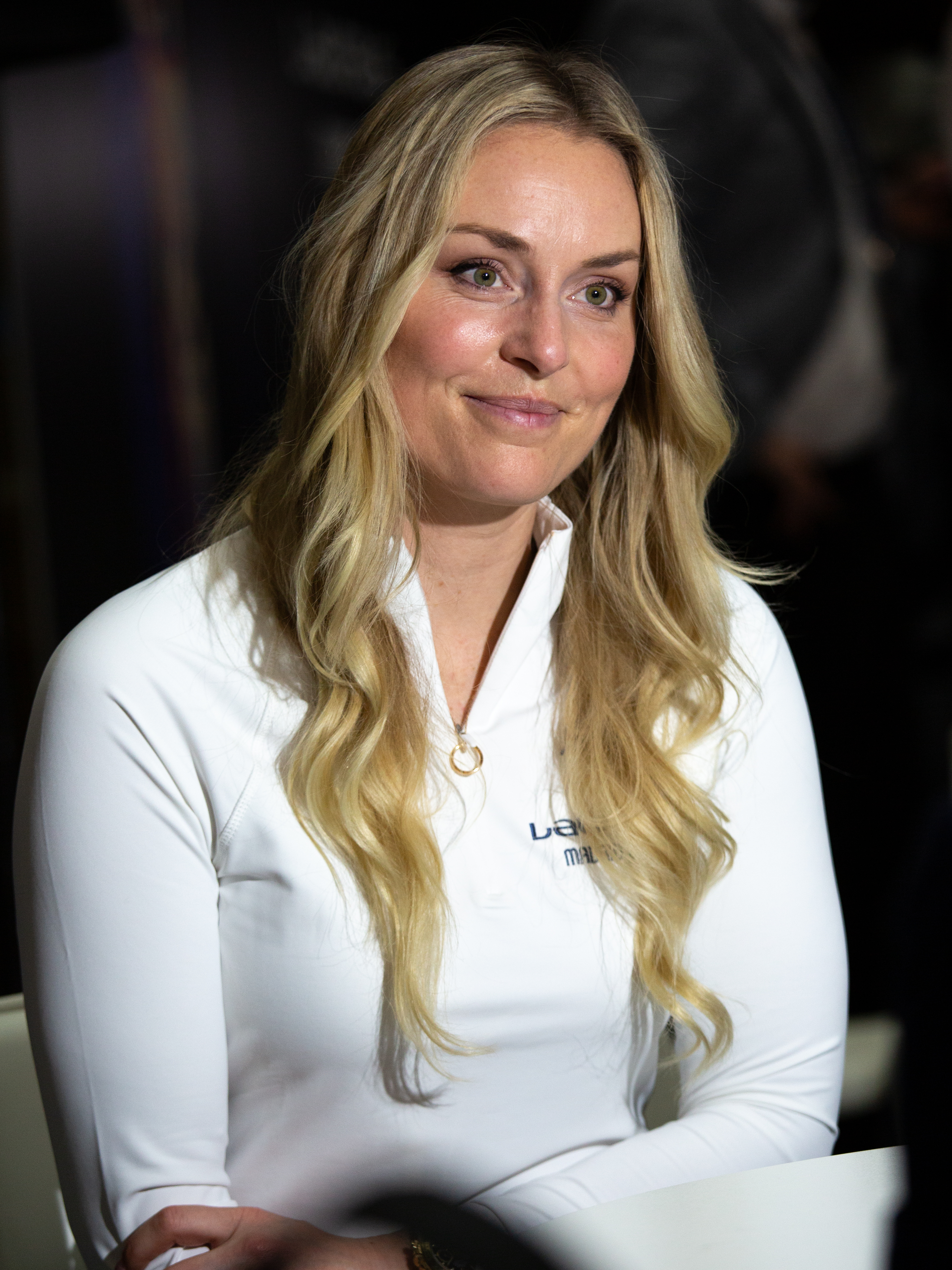
Vonnová na vyhlášení cen Laureus, 2024

V deseti letech se potkala s olympijskou vítězkou v lyžování Picabo Streetovou, jež byla jejím vzorem. Setkání učinilo dojem i na Streetovou, která se později stala její lyžařskou poradkyní. Předtím než se na konci 90. let přestěhovala s rodinou do coloradského střediska Vail, dojížděla tam trénovat po řadu let.
V Silver Lake Lodge v Deer Valley se 29. září 2007 vdala za bývalého amerického lyžaře a olympionika ze ZOH 2002 v Salt Lake City Thomase Vonna. Po čtyřech letech došlo k odloučení manželů a na počátku roku 2013 bylo dokončeno rozvodové řízení.
Během evropské části Světového poháru byl do roku 2009 americký tým ubytován v tyrolském Kirchbergu, následně měla také sídlo v Kaprunu. Nejkurióznější trofejí se stala kráva Olympe z Kirchbergu, jíž získala vítězstvím ve Val-d'Isère 2005. Krávu zvolila namísto peněžního šeku.
Často pobývala v domově blízké kamarádky a soupeřky Marie Rieschové v Garmisch-Partenkirchenu. K ochlazení vztahů došlo po konci sezóny 2011, kterou Němka těsně vyhrála a Američanka ji nepopřála. Vonnová pak nebyla přítomna na její svatbě v dubnu 2011. Přátelské vztahy do konce téhož roku obě znovu navázaly. V roce 2010 nafotila sérii snímků tematicky inspirovaných rolí Sharon Stoneové ve filmu Základní instinkt, na nichž pózovala ve spodním prádle. Téhož roku se také představila ve Sports Illustrated Swimsuit Issue, s olympioničkami z Vancouveru 2010. Podruhé se pak v plakovém vydání objevila v roce 2016, se snímky malby na tělo – bodypaintingu. 
V březnu 2013 zveřejnila na facebookovém profilu informaci, že udržuje partnerský vztah s golfistou Tigrem Woodsem. V květnu 2015 oznámili oba sportovci na sociálních sítích rozchod. Po vztahu s trenérem NFL Kenanem Smithem se jejím partnerem v červnu 2018 stal hokejový obránce NHL a držitel Norrisovy trofeje P. K. Subban. V srpnu 2019 se zasnoubili a na Štědrý den 2019 Vonnová požádala přítele o ruku. Dvojice však 29. prosince 2020 oznámila na Instagramu rozchod. V lednu 2021 se stala analytičkou v komentátorském týmu stanice NBC Sports ze závodů alpského lyžování.

## Světový pohár

### Sezonní vítězství – křišťálové glóby
20 křišťálových glóbů (4 celkově, 8 sjezd, 5 super-G, 3 kombinace)

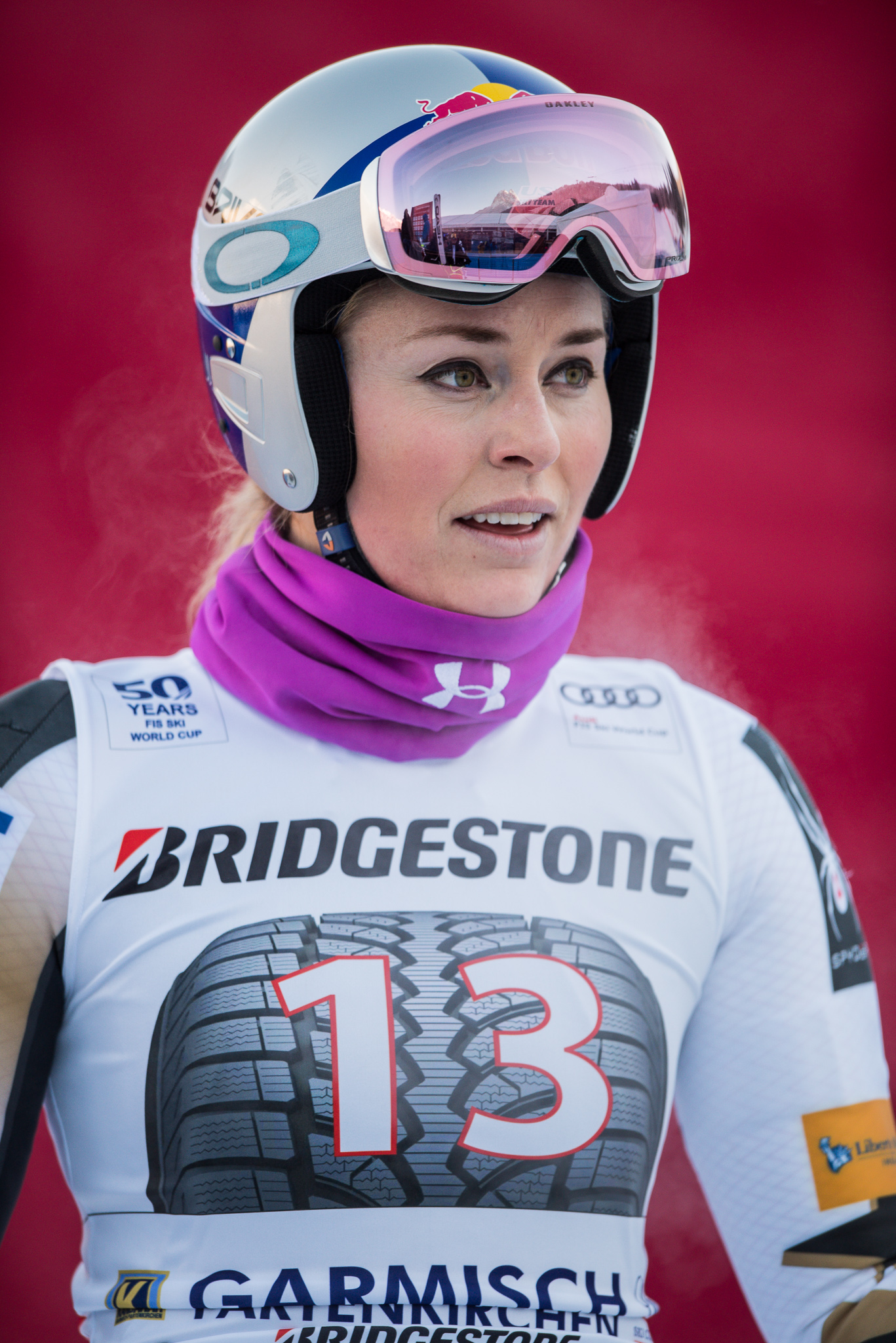
Vonnová ve Světovém poháru 2016/2017 na Kandaháru, kde vyhrála sjezd

| křišťálový glóbus | Sezóna |            |
| křišťálový glóbus | Sezóna | Disciplína |
| křišťálový glóbus | 2008   | celkově    |
| křišťálový glóbus | 2008   | Sjezd      |
| křišťálový glóbus | 2009   | celkově    |
| křišťálový glóbus | 2009   | sjezd      |
| křišťálový glóbus | 2009   | Super-G    |
| křišťálový glóbus | 2010   | celkově    |
| křišťálový glóbus | 2010   | sjezd      |
| křišťálový glóbus | 2010   | Super-G    |
| křišťálový glóbus | 2010   | kombinace  |
| křišťálový glóbus | 2011   | sjezd      |
| křišťálový glóbus | 2011   | Super-G    |
| křišťálový glóbus | 2011   | kombinace  |
| křišťálový glóbus | 2012   | celkově    |
| křišťálový glóbus | 2012   | sjezd      |
| křišťálový glóbus | 2012   | kombinace  |
| křišťálový glóbus | 2012   | Super G    |
| křišťálový glóbus | 2013   | sjezd      |
| křišťálový glóbus | 2015   | sjezd      |
| křišťálový glóbus | 2015   | Super-G    |
| křišťálový glóbus | 2016   | sjezd      |

### Vyhrané závody
- 82 vítězství ve Světovém poháru, 137x na stupních vítězů a 213x v top 10.
  - 43 vítězství ve sjezdu
  - 28 vítězství v Super G
  - 2 vítězství ve slalomu
  - 4 vítězství v obřím slalomu
  - 5 vítězství v superkombinaci

| Sezóna                                                                | datum              | místo konání          | disciplína     |
| 2004–2005 1 vítězství 6x pódium (1x sjezd)                            | 3. prosince 2004   | Lake Louise           | sjezd          |
| 2005–2006 3 vítězství 6x pódium (2x sjezd, 1x S-G)                    | 3. prosince 2005   | Lake Louise           | sjezd          |
| 2005–2006 3 vítězství 6x pódium (2x sjezd, 1x S-G)                    | 17. prosince 2005  | Val-d'Isère           | sjezd          |
| 2005–2006 3 vítězství 6x pódium (2x sjezd, 1x S-G)                    | 3. března 2006     | Hafjell               | Super G        |
| 2006–2007 8x pódium 3 vítězství (2x sjezd, 1x S-G)                    | 2. prosince 2006   | Lake Louise           | sjezd          |
| 2006–2007 8x pódium 3 vítězství (2x sjezd, 1x S-G)                    | 20. prosince 2006  | Val d'Isere           | sjezd          |
| 2006–2007 8x pódium 3 vítězství (2x sjezd, 1x S-G)                    | 28. ledna 2007     | San Sicario           | Super G        |
| 2007–2008 6 vítězství 10x pódium (5x sjezd, 1x SK)                    | 1. prosince 2007   | Lake Louise           | sjezd          |
| 2007–2008 6 vítězství 10x pódium (5x sjezd, 1x SK)                    | 21. prosince 2007  | St. Anton             | sjezd          |
| 2007–2008 6 vítězství 10x pódium (5x sjezd, 1x SK)                    | 22. prosince 2007  | St. Anton             | superkombinace |
| 2007–2008 6 vítězství 10x pódium (5x sjezd, 1x SK)                    | 19. ledna 2008     | Cortina               | sjezd          |
| 2007–2008 6 vítězství 10x pódium (5x sjezd, 1x SK)                    | 9. února 2008      | Sestriere             | sjezd          |
| 2007–2008 6 vítězství 10x pódium (5x sjezd, 1x SK)                    | 8. března 2008     | Crans-Montana         | sjezd          |
| 2008–2009 9 vítězství 16x pódium (2x sjezd, 4x S-G, 2x slalom, 1x SK) | 15. listopadu 2008 | Levi                  | slalom         |
| 2008–2009 9 vítězství 16x pódium (2x sjezd, 4x S-G, 2x slalom, 1x SK) | 5. prosince 2008   | Lake Louise           | sjezd          |
| 2008–2009 9 vítězství 16x pódium (2x sjezd, 4x S-G, 2x slalom, 1x SK) | 17. ledna 2009     | Altenmarkt            | superkombinace |
| 2008–2009 9 vítězství 16x pódium (2x sjezd, 4x S-G, 2x slalom, 1x SK) | 30. ledna 2009     | Garmisch              | slalom         |
| 2008–2009 9 vítězství 16x pódium (2x sjezd, 4x S-G, 2x slalom, 1x SK) | 1. února 2009      | Garmisch              | Super G        |
| 2008–2009 9 vítězství 16x pódium (2x sjezd, 4x S-G, 2x slalom, 1x SK) | 22. února 2009     | Tarvisio              | Super G        |
| 2008–2009 9 vítězství 16x pódium (2x sjezd, 4x S-G, 2x slalom, 1x SK) | 1. března 2009     | Bansko                | Super G        |
| 2008–2009 9 vítězství 16x pódium (2x sjezd, 4x S-G, 2x slalom, 1x SK) | 11. března 2009    | Åre                   | sjezd          |
| 2008–2009 9 vítězství 16x pódium (2x sjezd, 4x S-G, 2x slalom, 1x SK) | 12. března 2009    | Åre                   | Super G        |
| 2009–2010 11 vítězství 17x pódium (6x sjezd, 4x S-G, 1x SK)           | 4. prosince 2009   | Lake Louise           | sjezd          |
| 2009–2010 11 vítězství 17x pódium (6x sjezd, 4x S-G, 1x SK)           | 5. prosince 2009   | Lake Louise           | sjezd          |
| 2009–2010 11 vítězství 17x pódium (6x sjezd, 4x S-G, 1x SK)           | 18. prosince 2009  | Val d'Isere           | superkombinace |
| 2009–2010 11 vítězství 17x pódium (6x sjezd, 4x S-G, 1x SK)           | 8. ledna 2010      | Haus im Ennstal       | sjezd          |
| 2009–2010 11 vítězství 17x pódium (6x sjezd, 4x S-G, 1x SK)           | 9. ledna 2010      | Haus im Ennstal       | sjezd          |
| 2009–2010 11 vítězství 17x pódium (6x sjezd, 4x S-G, 1x SK)           | 10. ledna 2010     | Haus im Ennstal       | Super G        |
| 2009–2010 11 vítězství 17x pódium (6x sjezd, 4x S-G, 1x SK)           | 22. ledna 2010     | Cortina               | Super G        |
| 2009–2010 11 vítězství 17x pódium (6x sjezd, 4x S-G, 1x SK)           | 23. ledna 2010     | Cortina               | sjezd          |
| 2009–2010 11 vítězství 17x pódium (6x sjezd, 4x S-G, 1x SK)           | 31. ledna 2010     | Svatý Mořic           | Super G        |
| 2009–2010 11 vítězství 17x pódium (6x sjezd, 4x S-G, 1x SK)           | 6. března 2010     | Crans-Montana         | sjezd          |
| 2009–2010 11 vítězství 17x pódium (6x sjezd, 4x S-G, 1x SK)           | 12. března 2010    | Garmisch              | Super G        |
| 2010–2011 8 vítězství (3x sjezd, 4x S-G, 1x SK)                       | 5. prosince 2010   | Lake Louise           | Super G        |
| 2010–2011 8 vítězství (3x sjezd, 4x S-G, 1x SK)                       | 18. prosince 2010  | Val-d'Isère           | sjezd          |
| 2010–2011 8 vítězství (3x sjezd, 4x S-G, 1x SK)                       | 19. prosince 2010  | Val-d'Isère           | superkombinace |
| 2010–2011 8 vítězství (3x sjezd, 4x S-G, 1x SK)                       | 8. ledna 2011      | Altenmarkt-Zauchensee | sjezd          |
| 2010–2011 8 vítězství (3x sjezd, 4x S-G, 1x SK)                       | 21. ledna 2011     | Cortina               | Super G        |
| 2010–2011 8 vítězství (3x sjezd, 4x S-G, 1x SK)                       | 23. ledna 2011     | Cortina               | Super G        |
| 2010–2011 8 vítězství (3x sjezd, 4x S-G, 1x SK)                       | 26. února 2011     | Åre                   | sjezd          |
| 2010–2011 8 vítězství (3x sjezd, 4x S-G, 1x SK)                       | 6. března 2011     | Tarvisio              | Super G        |
| 2011–2012 12 vítězství (5x sjezd, 4x Super G, 2x obří slalom, 1x SC)  | 22. října 2011     | Sölden                | obří slalom    |
| 2011–2012 12 vítězství (5x sjezd, 4x Super G, 2x obří slalom, 1x SC)  | 2. prosince 2011   | Lake Louise           | sjezd          |
| 2011–2012 12 vítězství (5x sjezd, 4x Super G, 2x obří slalom, 1x SC)  | 3. prosince 2011   | Lake Louise           | sjezd          |
| 2011–2012 12 vítězství (5x sjezd, 4x Super G, 2x obří slalom, 1x SC)  | 4. prosince 2011   | Lake Louise           | Super G        |
| 2011–2012 12 vítězství (5x sjezd, 4x Super G, 2x obří slalom, 1x SC)  | 7. prosince 2011   | Beaver Creek          | Super G        |
| 2011–2012 12 vítězství (5x sjezd, 4x Super G, 2x obří slalom, 1x SC)  | 15. ledna 2012     | Cortina               | Super G        |
| 2011–2012 12 vítězství (5x sjezd, 4x Super G, 2x obří slalom, 1x SC)  | 27. ledna 2012     | Svatý Mořic           | superkombinace |
| 2011–2012 12 vítězství (5x sjezd, 4x Super G, 2x obří slalom, 1x SC)  | 28. ledna 2012     | Svatý Mořic           | Sjezd          |
| 2011–2012 12 vítězství (5x sjezd, 4x Super G, 2x obří slalom, 1x SC)  | 4. února 2012      | Garmisch              | sjezd          |
| 2011–2012 12 vítězství (5x sjezd, 4x Super G, 2x obří slalom, 1x SC)  | 26. února 2012     | Bansko                | Super G        |
| 2011–2012 12 vítězství (5x sjezd, 4x Super G, 2x obří slalom, 1x SC)  | 9. března 2012     | Åre                   | obří slalom    |
| 2011–2012 12 vítězství (5x sjezd, 4x Super G, 2x obří slalom, 1x SC)  | 14. března 2012    | Schladming            | sjezd          |
| 2012–2013 5 vítězství (3x sjezd, 2x Super G, 1x obří slalom)          | 30. listopadu 2012 | Lake Louise           | sjezd          |
| 2012–2013 5 vítězství (3x sjezd, 2x Super G, 1x obří slalom)          | 1. prosince 2012   | Lake Louise           | sjezd          |
| 2012–2013 5 vítězství (3x sjezd, 2x Super G, 1x obří slalom)          | 2. prosince 2012   | Lake Louise           | Super G        |
| 2012–2013 5 vítězství (3x sjezd, 2x Super G, 1x obří slalom)          | 8. prosince 2012   | Svatý Mořic           | Super G        |
| 2012–2013 5 vítězství (3x sjezd, 2x Super G, 1x obří slalom)          | 19. ledna 2013     | Cortina d'Ampezzo     | sjezd          |
| 2012–2013 5 vítězství (3x sjezd, 2x Super G, 1x obří slalom)          | 26. ledna 2013     | Maribor               | obří slalom    |
| 2014–2015 8 vítězství (4x sjezd, 4x Super G)                          | 6. prosince 2014   | Lake Louise           | sjezd          |
| 2014–2015 8 vítězství (4x sjezd, 4x Super G)                          | 20. prosince 2014  | Val d'Isere           | sjezd          |
| 2014–2015 8 vítězství (4x sjezd, 4x Super G)                          | 18. ledna 2015     | Cortina d'Ampezzo     | sjezd          |
| 2014–2015 8 vítězství (4x sjezd, 4x Super G)                          | 19. ledna 2015     | Cortina d'Ampezzo     | Super-G        |
| 2014–2015 8 vítězství (4x sjezd, 4x Super G)                          | 25. ledna 2015     | Svatý Mořic           | Super G        |
| 2014–2015 8 vítězství (4x sjezd, 4x Super G)                          | 8. března 2015     | Garmisch              | Super G        |
| 2014–2015 8 vítězství (4x sjezd, 4x Super G)                          | 18. března 2015    | Méribel               | sjezd          |
| 2014–2015 8 vítězství (4x sjezd, 4x Super G)                          | 19. března 2015    | Méribel               | Super G        |
| 2015–2016 9 vítězství (5x sjezd, 3x SG, 1x obří slalom)               | 4. prosince 2015   | Lake Louise           | sjezd          |
| 2015–2016 9 vítězství (5x sjezd, 3x SG, 1x obří slalom)               | 5. prosince 2015   | Lake Louise           | sjezd          |
| 2015–2016 9 vítězství (5x sjezd, 3x SG, 1x obří slalom)               | 6. prosince 2015   | Lake Louise           | Super G        |
| 2015–2016 9 vítězství (5x sjezd, 3x SG, 1x obří slalom)               | 12. prosince 2015  | Åre                   | obří slalom    |
| 2015–2016 9 vítězství (5x sjezd, 3x SG, 1x obří slalom)               | 9. ledna 2016      | Altenmarkt-Zauchensee | sjezd          |
| 2015–2016 9 vítězství (5x sjezd, 3x SG, 1x obří slalom)               | 10. ledna 2016     | Altenmarkt-Zauchensee | Super G        |
| 2015–2016 9 vítězství (5x sjezd, 3x SG, 1x obří slalom)               | 23. ledna 2016     | Cortina d'Ampezzo     | sjezd          |
| 2015–2016 9 vítězství (5x sjezd, 3x SG, 1x obří slalom)               | 24. ledna 2016     | Cortina d'Ampezzo     | Super G        |
| 2015–2016 9 vítězství (5x sjezd, 3x SG, 1x obří slalom)               | 6. února 2016      | Garmisch              | sjezd          |
| 2016–2017 1 vítězství (1x sjezd)                                      | 21. ledna 2017     | Garmisch              | sjezd          |
| 2017–2018 5 vítězství (4x sjezd, 1x SG)                               | 16. prosince 2017  | Val-d'Isère           | Super G        |
| 2017–2018 5 vítězství (4x sjezd, 1x SG)                               | 20. ledna 2018     | Cortina d'Ampezzo     | sjezd          |
| 2017–2018 5 vítězství (4x sjezd, 1x SG)                               | 3. února 2018      | Garmisch              | sjezd          |
| 2017–2018 5 vítězství (4x sjezd, 1x SG)                               | 4. února 2018      | Garmisch              | sjezd          |
| 2017–2018 5 vítězství (4x sjezd, 1x SG)                               | 14. března 2018    | Åre                   | sjezd          |

### Konečné pořadí v sezónách

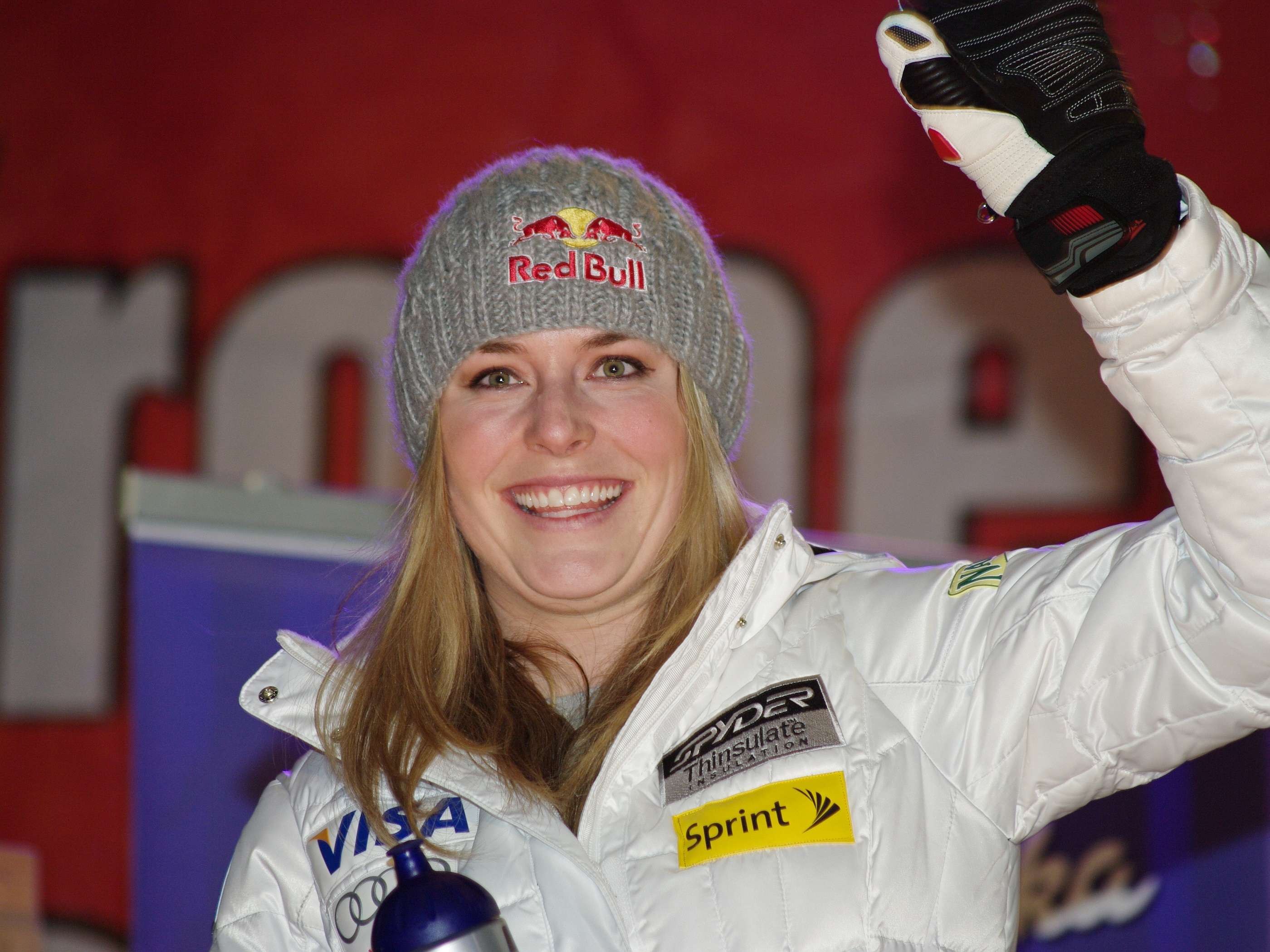
Lindsey Vonnová v Altenmarkt-Zauchensee, 8. ledna 2011

| Sezóna |         |        |             |         |       |           |    |
| Věk    | Celkové | Slalom | Obří slalom | Super-G | Sjezd | Kombinace |    |
| 2002   | 17 let  | 93.    | —           | —       | 35.   | 41.       | —  |
| 2003   | 18 let  | 118.   | —           | —       | —     | 47.       | —  |
| 2004   | 19 let  | 30.    | 38 .        | 45.     | 26.   | 14.       | —  |
| 2005   | 20 let  | 6.     | 28.         | 35.     | 3.    | 5.        | 5. |
| 2006   | 21 let  | 5.     | 9.          | 49.     | 4.    | 2.        | 3. |
| 2007   | 22 let  | 6.     | 37.         | —       | 3.    | 3.        | 7. |
| 2008   | 23 let  | 1.     | 32.         | 13.     | 6.    | 1.        | 2. |
| 2009   | 24 let  | 1.     | 3.          | 8.      | 1.    | 1.        | 2. |
| 2010   | 25 let  | 1.     | 14.         | 28.     | 1.    | 1.        | 1. |
| 2011   | 26 let  | 2.     | 19.         | 12.     | 1.    | 1.        | 1. |
| 2012   | 27 let  | 1.     | 20.         | 2.      | 1.    | 1.        | 1. |
| 2013   | 28 let  | 8.     | —           | 20.     | 4.    | 1.        | —  |
| 2014   | 29 let  | 68.    | —           | —       | 25.   | 36.       | —  |
| 2015   | 30 let  | 3.     | —           | 29.     | 1.    | 1.        |    |
| 2016   | 31 let  | 2.     | 43.         | 18.     | 3.    | 1.        | 5. |
| 2017   | 32 let  | 19.    | —           | —       | 12.   | 4.        | —  |
| 2018   | 33 let  | 10.    | —           | —       | 10.   | 2.        | 9. |
| 2019   | 34 let  | 72.    | —           | —       | —     | 31.       | —  |
| 2024   | 40 let  | —      | —           | —       | —     | —         | —  |